# Giös
Giös (också kallad Göös, Giöss och Giösenstierna, Gjösenstjerna) är en finsk-svensk adelsätt, adlad 1444 och introducerad på Svenska Riddarhuset 1642. Flera av ättens medlemmar var kyrkoherdar och innehade bland andra gods Skitinbäck (nuvarande Nygård, Pojo i Pojo socken), Käldinge säteri i Nagu socken i Finland.
Vapen: En gösfisk under två femuddiga stjärnor

## Historia
Skeppshövitsmannen Jösse Olofsson, som möjligen var identisk med fogden på Viborg Jönis Olofsson, fick 1444 frälsebrev av svenske kungen Kristofer av Bayern. Hans ättling Jakob Hansson till Skitinbäck, gift med Katharina Mårtensdotter Jägerhorn af Storby, uppgav för Åbo hovrätt 1630, angående sitt adelskap, att han i skölden förde en gjösfisk och ofvan hjälmen fem glavar. Dennes son, Johan Jakobsson Giös till Nygård (Skitinbäck), introducerades 1642 på Riddarhuset å ättens vägnar under nummer 279. 
På Svenska Riddarhusets webbplats omtalas Elias Grelsson Göös/Giöss (död 1659) år 1644 framlade ett dokument där ätten kallas för Giösenstierna, sannolikt efter vapnet, men detta namn har enligt Riddarhuset aldrig varit officiellt eller brukats i andra sammanhang. Medeltidsgenealogen Jully Ramsay omnämner honom i verket Frälsesläkter i Finland intill stora ofreden som Elias Grelsson Gjösenstjerna.
Denne Elias Grelsson vann därmed 1644 plats och säte å Riddarhuset på Gjösarnes plats. 
Ätten uppflyttades 1778 i den då återinrättade andra klassen, riddarklassen.

## Medlemmar i urval
- Jakob Hansson till Skitinbäck

1. Johan Giös till Prästkulla (1647-1683) i Tenala socken samt Vääksy i Kangasala socken, Käldinge i Nagu socken, Stensböle i Borgå socken och Mälkkila i Bjärnå socken, alla i Finland, var från 1683 lagman i södra Finlands lagsaga och gift med ättens Illes sista medlem, Sofia Ille (död 1697). [1]
  1. Brita Katarina Giös, gift år 1698 med Gustaf Adolf Finckenberg. [5]
  2. Carl Gustaf (1676-1717), Ryttmästare, gift med Sofia Elisabet Klingspor
    1. Lorens Johan Giös (1710-1774), upphöjdes 1771 i friherrligt stånd, men tog inte introduktion på Riddarhuset. Landshövding i Österbottens län 1763–1774.[1]
      1. Fredrika Lovisa Sofia Giös (1758-1824), friherrinna och gift med 1) Johan Reinhold Taube, och gift med 2) Lars Jägerhorn af Storby, slöt denna friherrliga gren vid sin död.

- Carl Emil Leopold Giös (1850-1933), var ättens huvudman under sent 1800-tal.[6]
- Karl Göran Giös (1897-?), var ättens huvudman Huvudman 1933.

1. Karl Albin Teodor Giös, ättens nuvarande huvudman.

- Ingemar Giös, författare.[7]

## Troliga medlemmar av ätten
Personer med oklar släktanknytning är bland andra Ericus Andreæ Odensoensis, död 1618, svensk kyrkoherde i Ovansjö församling i Gästrikland och gift med en dotter till Gustaf Vasas hovpredikant Jöns Joannis, vars son Jöns Erici Giös 1603 övertog pastoratet från sin far.